# Lamar Field
Lamar Field (* 1922 in Alabama; † 15. August 1998 in Nashville, Tennessee) war ein US-amerikanischer Chemiker und Hochschullehrer. Sein Forschungsgebiet war insbesondere die Chemie organischer Schwefelverbindungen.

## Leben und Werk
Nach dem Schulabschluss studierte Field Chemie am Massachusetts Institute of Technology (MIT) mit S.-B.-Abschluss 1944. Anschließend war er für zwei Jahre im Rahmen geheimer kriegsbezogener Forschung bei Merck und Co tätig. Nach seiner Rückkehr ans MIT wurde er dort 1949 promoviert. Anschließend wechselte er als Dozent für Chemie an die Vanderbilt University und wurde dort 1959 Professor. Im Jahr 1989 wurde er ebenfalls dort emeritiert.

## Ehrungen
- Rogers Award als Absolvent des MIT

## Publikationen (Auswahl)
- Forty-Five Years With a Hydra, Organosulfur Chemistry. In: Sulfur Reports. 13 (1993) Nr. 2, S. 197–272. doi:10.1080/01961779308048956
- mit J. Michael Locke: Methyl benzenesulfinate. Organic Syntheses 46 (1966), S. 62. doi:10.15227/orgsyn.046.0062
- mit Norman E. Heimer: Attempted synthesis of 1,2-thiazetidines and thiazetes. J. Org. Chem. 35 (1970) Nr. 5, S. 1668–1670. doi:10.1021/jo00830a089
- mit Chew Lee: Preparation of Sulfinic Acids by the Reaction of Sulfonyl Halides with Thiols. Synthesis (1990) Nr. 5, S. 391–397. doi:10.1055/s-1990-26884